# Lukáš Krenželok
Lukáš Krenželok (* 30. června 1983, Ostrava) je český hokejový útočník. Většinu kariéry strávil ve Vítkovicích. Mezi jeho další působiště patří Opava. V současné době působí v týmu HC RT TORAX Poruba 2011.

## Hráčská kariéra
- 2001/2002 HC Vítkovice Steel (E)
- 2002/2003 HC Slezan Opava (1. liga)
- 2003/2004 HC Vítkovice Steel (E)
- 2004/2005 HC Vítkovice Steel (E)
- 2005/2006 HC Vítkovice Steel (E)
- 2006/2007 HC Vítkovice Steel (E)
- 2007/2008 HC Vítkovice Steel (E)
- 2008/2009 HC Vítkovice Steel (E)
- 2009/2010 HC Vítkovice Steel (E)
- 2010/2011 HC Slavia Praha (E)
- 2011/2012 HC Slavia Praha (E)
- 2012/2013 HC Slavia Praha (E)
- 2013/2014 HC Slavia Praha (E)
- 2014/2015 Bílí Tygři Liberec (E)
- 2015/2016 Bílí Tygři Liberec (E) Mistr české extraligy
- 2016/2017 Bílí Tygři Liberec (E)
- 2017/2018 Bílí Tygři Liberec (E)
- 2018/2019 Bílí Tygři Liberec (E)
- 2019/2020 Bílí Tygři Liberec (E)
- 2020/2021 HC Vítkovice Ridera (E)
- 2021/2022 HC Vítkovice Ridera (E)
- 2022/2023 HC Vítkovice Ridera (E)
- 2023/2024 HC RT TORAX Poruba 2011 (1. liga)
- 2024/2025 HC RT TORAX Poruba 2011 (1. liga)